# Ceroplastes lepagei
Ceroplastes lepagei är en insektsart som beskrevs av Costa Lima 1940. Ceroplastes lepagei ingår i släktet Ceroplastes och familjen skålsköldlöss. Inga underarter finns listade i Catalogue of Life.